# Grabowski VI

Herb Grabowski VI

Herb Grabowski VI odmienny

Grabowski VI (Brochwicz odmienny) – kaszubski herb szlachecki. Wedłdug Przemysława Pragerta odmiana herbu Brochwicz.

## Opis herbu
Herb znany przynajmniej w dwóch wariantach. Opisy z wykorzystaniem zasad blazonowania, zaproponowanych przez Alfreda Znamierowskiego:
Grabowski VI (Brochwicz odmienny): W polu błękitnym jeleń srebrny, biegnący po murawie zielonej. Klejnot: nad hełmem bez korony dwa ostrza kos, między którymi gwiazda złota. Labry błękitne, podbite srebrem.
Grabowski VI odmienny (Brochwicz odmienny, Jeleń odmienny): W polu błękitnym jeleń srebrny, kroczący, nad grzbietem ma liść sercowaty na długiej, lewoskośnej łodydze. Klejnot: nad hełmem w koronie liść jak w godle pomiędzy dwoma rogami jelenimi. Labry błękitne, podbite srebrem.

## Najwcześniejsze wzmianki
Herb przytaczany przez Ostrowskiego (Księga herbowa rodów polskich) i Nowego Siebmachera. Wariant drugi znany z pieczęci z 1570, barwy zrekonstruował Tadeusz Gajl.

## Rodzina Grabowskich
Jedna z trzech rodzin o tym nazwisku mieszkających na Kaszubach. Pozostałe używały herbów: Zbiświcz oraz Grabowski IV. Przedstawiciele tej rodziny, Paweł i Maciej Grabowscy, odcisnęli pieczęć z tym herbem w 1570, opłacając pobór z Wielkiej Komorzy. Według informacji w Siebmacherze rodzina ta miała osiąść w XVII-XVIII wieku na Warmii i Mazurach, a także na Litwie.

## Herbowni
Grabowski.
Istnieli też liczni inni Grabowscy poza Kaszubami. Pieczętowali się kilkudziesięcioma innymi herbami. Pełna lista herbów różnych Grabowskich w artykule Grabowski IV.